# سادايوشي شيراي
سادايوشي شيراي (باليابانية: 白井 貞義) (4 يناير 1981 في ياماغاتا في اليابان – )؛ هو لاعب كرة قدم سابق كان يلعب كمدافع.

## وصلات خارجية
- سادايوشي شيراي على موقع Soccerway.com (الإنجليزية)
- سادايوشي شيراي على موقع عالم كرة القدم.نت (الإنجليزية)